# إدنا
إدنا (بالإنجليزية: Edna)‏ هي مدينة أمريكية تقع في ولاية تكساس. تبلغ مساحتها 10.1 (كم²)، وعدد سكانها 5899 نسمة بحسب إحصاء سنة 2010 م. تشير إحصاءات سنة 2000م بأن الكثافة السكانية في المدينة تقدر بـ(583.8) نسمة/كم2.

## التركيبة السكانية
حدّد مكتب تعداد الولايات المتحدة بيانات التركيبة السكانية لإدنا في تعداد الولايات المتحدة. في ما يلي، التركيبة السكانية حسب تعدادي 2000 و2010.

### تعداد عام 2000
بلغ عدد سكان إدنا 5,899 نسمة بحسب تعداد عام 2000، وبلغ عدد الأسر 2,227 أسرة وعدد العائلات 1,524 عائلة مقيمة في المدينة. في حين سجلت الكثافة السكانية 550.8 نسمة لكل كيلومتر مربع (1,426.6/ميل2). وبلغ عدد الوحدات السكنية 2,609 وحدة بمتوسط كثافة قدره 243.6 لكل كيلومتر مربع (630.9/ميل2).
وتوزع التركيب العرقي للمدينة بنسبة 64.82% من البيض و13.65% من الأمريكيين الأفارقة و0.49% من الأمريكيين الأصليين و0.76% من الأمريكيين ذوي الأصول الآسيوية و17.48% من الأعراق الأخرى و2.80% من عرقين مختلطين أو أكثر و31.17% من الهسبانيون أو اللاتينيون من أي عرق.
بلغ عدد الأسر 2,227 أسرة كانت نسبة 40% منها لديها أطفال تحت سن الثامنة عشر تعيش معهم، وبلغت نسبة الأزواج القاطنين مع بعضهم البعض 48.9% من أصل المجموع الكلي للأسر، ونسبة 15% من الأسر كان لديها معيلات من الإناث دون وجود شريك، بينما كانت نسبة 4.5% من الأسر لديها معيلون من الذكور دون وجود شريكة وكانت نسبة 31.6% من غير العائلات. تألفت نسبة 28.5% من أصل جميع الأسر من عدة أفراد يعيشون في نفس المنزل ونسبة 14.9% كانت تتألف من شخص يعيش بمفرده يبلغ من العمر 65 عاماً أو أكثر. وبلغ متوسط حجم الأسرة المعيشية 2.60، أما متوسط حجم العائلات فبلغ 3.20.
بلغ العمر الوسطي للسكان 35.4 عاماً. وكانت نسبة 29.2% من القاطنين تحت سن الثامنة عشر، وكانت نسبة 8.2% بين الثامنة عشر والرابعة والعشرين عاماً، ونسبة 25.4% كانت واقعةً في الفئة العمرية ما بين الخامسة والعشرين والرابعة والأربعين عاماً، ونسبة 20.7% كانت ما بين الخامسة والأربعين والرابعة والستين، ونسبة 14.6% كانت ضمن فئة الخامسة والستين عاماً فما فوق. يوجد لكل 100 أنثى 90.3 ذكر، ويوجد لكل 100 أنثى في الثامنة عشر من عمرها فما فوق 85.4 ذكر.
بلغ متوسط دخل الأسرة في المدينة 29,000 دولارًا، أما متوسط دخل العائلة فبلغ 35,659 دولارًا. وكان متوسط دخل الذكور 32,000 دولارًا مقابل 19,079 دولارًا للإناث. وسجل دخل الفرد الخاص بالمدينة 15,193 دولارًا. وكانت نسبة 18.5% من العائلات ونسبة 20.8% من السكان تحت خط الفقر، وكان من هؤلاء نسبة 28.1% تحت سن الثامنة عشر ونسبة 17% في الخامسة والستين من العمر وما فوق.

### تعداد عام 2010
بلغ عدد سكان إدنا 5,499 نسمة بحسب تعداد عام 2010، وبلغ عدد الأسر 2,054 أسرة وعدد العائلات 1,381 عائلة مقيمة في المدينة. في حين سجلت الكثافة السكانية 513.4 نسمة لكل كيلومتر مربع (1,329.7/ميل2). وبلغ عدد الوحدات السكنية 2,509 وحدة بمتوسط كثافة قدره 234.3 لكل كيلومتر مربع (606.8/ميل2).
وتوزع التركيب العرقي للمدينة بنسبة 72.70% من البيض و14.66% من الأمريكيين الأفارقة و0.45% من الأمريكيين الأصليين و0.49% من الأمريكيين ذوي الأصول الآسيوية و0.02% من سكان جزر المحيط الهادئ و9.07% من الأعراق الأخرى و2.60% من عرقين مختلطين أو أكثر و34.02% من الهسبانيون أو اللاتينيون من أي عرق.
بلغ عدد الأسر 2,054 أسرة كانت نسبة 36.4% منها لديها أطفال تحت سن الثامنة عشر تعيش معهم، وبلغت نسبة الأزواج القاطنين مع بعضهم البعض 45.7% من أصل المجموع الكلي للأسر، ونسبة 16.6% من الأسر كان لديها معيلات من الإناث دون وجود شريك، بينما كانت نسبة 5% من الأسر لديها معيلون من الذكور دون وجود شريكة وكانت نسبة 32.8% من غير العائلات. تألفت نسبة 28.2% من أصل جميع الأسر من عدة أفراد يعيشون في نفس المنزل ونسبة 13.3% كانت تتألف من شخص يعيش بمفرده يبلغ من العمر 65 عاماً أو أكثر. وبلغ متوسط حجم الأسرة المعيشية 2.59، أما متوسط حجم العائلات فبلغ 3.17.
بلغ العمر الوسطي للسكان 36.6 عاماً. وكانت نسبة 27.4% من القاطنين تحت سن الثامنة عشر، وكانت نسبة 8.2% بين الثامنة عشر والرابعة والعشرين عاماً، ونسبة 23.6% كانت واقعةً في الفئة العمرية ما بين الخامسة والعشرين والرابعة والأربعين عاماً، ونسبة 24.4% كانت ما بين الخامسة والأربعين والرابعة والستين، ونسبة 16.3% كانت ضمن فئة الخامسة والستين عاماً فما فوق. وتوزع التركيب الجنسي للسكان بنسبة 47.5% ذكور و52.5% إناث.